# Alistair Te Ariki Campbell
Alistair Te Ariki Campbell (Rarotonga, 25 de junio de 1925-16 de agosto de 2009) fue un escritor neozelandés, originario de las Islas Cook.

## Trayectoria
De madre maorí y padre neozelandés, pasó su infancia en Penrhyn, de donde era originaria su familia materna. Fue enviado a un orfanato con sus dos hermanos en Dunedin después de la muerte de su madre en 1932 por tuberculosis y de su padre un año después.  
En 1943 comenzó a estudar en la Universidad de Otago, después ingresó en el "Wellington Teachers College", pero no terminó sus estudios y comenzó a trabajar como jardinero del hospital de la Cruz Roja de Wellington y en 1950 publicó su primer poema en "Elegy", en la revista literaria "Mine Eyes Dazzle". Ese mismo año se casó con la escritora Fleur Adcock de la que se divorció en 1958 para casarse con la actriz Meg Anderson.
Entre 1976 y 1979 fue presidente del PEN Club de Nueva Zelandia y en 2005, Alistair Te Ariki Campbell recibió por su obra el "Prime Minister’s Awards for Literary Achievement"

## Obra

### Poesía
- "Kapiti", Pegasus Press, 1972
- "The Dark Lord of Savaiki", Te Kotare Press, 1980
- "Stone Rain: The Polynesian Strain", Hazard Press, 1992.
- "Pocket Collected Poems", Hazard Press, 1996.
- "Gallipoli and Other Poems", 1999
- "Maori Battalion: A Poetic Sequence", Wai-te-ata Press, 2001.

### Novelas
- "The Happy Summer", 1961
- "Sanctuary of Spirits", 1963
- "Fantasy With Witches" 1999

### Memorias
- "Island to Island", 1984

### Teatro
- "When the Bough Breaks", 1974